# Палаули
Палаули (самоан. Palauli) — административный округ Самоа. Состоит из двух территорий, расположенных в южной части острова Савайи. Общая площадь — 523 км². Население — 9357 жителя (2011). Административный центр — Ваилоа и Палаули. По округу протекает река Тиапуа.
Верховный вождь округа носит титул Лиломаиава.